# Beris luteipes
Beris luteipes är en tvåvingeart som beskrevs av Johnson 1926. Beris luteipes ingår i släktet Beris och familjen vapenflugor. Inga underarter finns listade i Catalogue of Life.